# 基苹婆
基苹婆（学名：Sterculia principis）为梧桐科苹婆属的植物。分布在缅甸、老挝、泰国以及中国大陆的云南等地，生长于海拔1,600米至1,700米的地区，多生于山坡上，目前尚未由人工引种栽培。